# Monestier-Merlines
Monestier-Merlines – miejscowość i gmina we Francji, w regionie Nowa Akwitania, w departamencie Corrèze.
Według danych na rok 1990 gminę zamieszkiwało 515 osób, a gęstość zaludnienia wynosiła 54 osoby/km² (wśród 747 gmin Limousin Monestier-Merlines plasuje się na 250. miejscu pod względem liczby ludności, natomiast pod względem powierzchni na miejscu 565.).